# Francisco del Cacho Villarroig
Francisco del Cacho Villaroig (fusilado el 16 de mayo de 1939) fue un militar español que combatió en la Guerra Civil .

## Biografía
En julio de 1936 se encontraba en Valencia, destinado en la III División Orgánica con el rango de capitán. En enero de 1937 pasó a mandar la 31.ª Brigada Mixta de nueva creación. Participó en la Ofensiva de La Granja, donde su deficiente actuación motivó que fuera destituido. Posteriormente mandó la 1.ª BM, con la que intevino en la Batalla de Belchite, y la 217.ª BM. Capturado al final de la guerra por las fuerzas franquistas, fue fusilado.